# Cleiton Xavier
Cleiton Ribeiro Xavier, mais conhecido como Cleiton Xavier (São José da Tapera, 23 de março de 1983), é um ex-futebolista brasileiro que atuava como meia.

## Carreira
Revelado pelo CSA, jogou no clube alagoano até 2002, quando foi contratado pelo Internacional. Cleiton chegou a disputar, pela Seleção Brasileira, os Jogos Pan-americanos de 2003.

Depois da passagem pelo clube colorado, foi emprestado diversas vezes, mas só no Figueirense conseguiu grande destaque nacional.

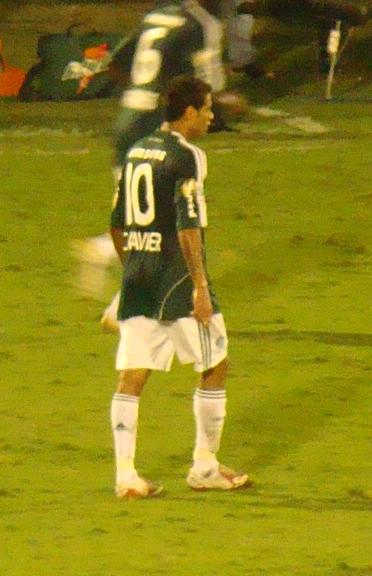
Cleiton atuando pelo Palmeiras 2009

### Palmeiras
Após ser rebaixado com o Figueirense, Cleiton Xavier obteve boas atuações em seus primeiros jogos pelo Palmeiras, durante a Copa Libertadores e no Campeonato Paulista. Logo em seu começo no clube, alcançou uma marca histórica, fazendo cinco gols em seus cinco primeiros jogos, feito obtido, até então, apenas pelo meia Humberto Tozzi e pelo atacante Tupãzinho. Em 29 de abril de 2009, Cleiton marcou um gol aos 42 minutos contra o Colo Colo, do Chile, na primeira fase da Libertadores, que garantiu a classificação do Palmeiras para a fase eliminatória do torneio, foi um chute da intermediária, no ângulo esquerdo do goleiro.===
Mais tarde, durante o Campeonato Brasileiro, ao lado de seu companheiro Diego Souza, Cleiton Xavier fez uma excelente temporada com o Palmeiras, que liderou a competição por 19 rodadas. No entanto, o clube paulista terminou na 5º colocação, devido a derrotas sofridas nas partidas finais, e não se classificou para a Libertadores da América. Cleiton Xavier foi eleito o terceiro melhor jogador da temporada e o líder em assistências, mesmo com uma lesão sofrida ao longo do campeonato. Em 2010, Cleiton Xavier permaneceu no Palmeiras e começou o ano bem, participando dos dez primeiros gols do Palmeiras no Campeonato Paulista.

### Metalist Kharkiv

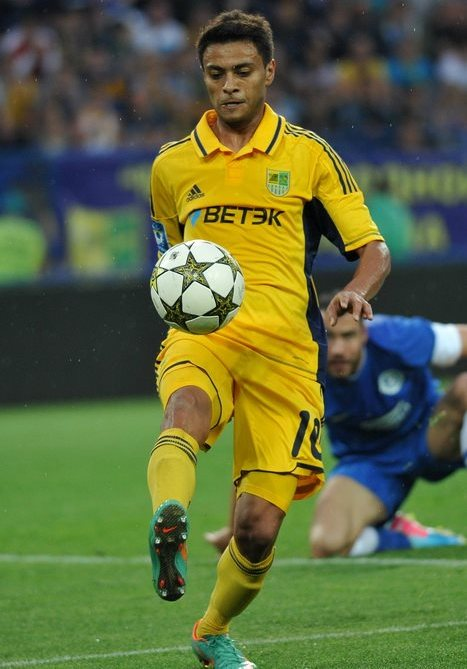
Cleiton atuando pelo Metalist em 2013

No dia 14 de julho de 2010, a pedido do técnico Myron Markevych, Cleiton transferiu-se para o Metalist Kharkiv, da Ucrânia, por 4,5 milhões de euros(13,5 milhões de reais), assinando um contrato por quatro temporadas.
Logo que chegou ao clube caiu nas graças da torcida, fazendo passes e gols, rapidamente virou ídolo no time ucraniano.
No dia 21 de abril de 2013, na vitória de 3–1 sobre o Chornomorets, pela Liga Ucraniana, Cleiton marcou um golaço do meio-campo. Logo após o time adversário abrir o placar, Cleiton aproveitou que o goleiro do Chornomorets, Dmytro Bezotosnyi, deixou sua meta para comemorar o gol e chutou do meio de campo, encobrindo o arqueiro. Na partida, o meia foi responsável pelo outro gol de seu time na partida.
Depois de atuar na Ucrânia por cinco temporadas, Cleiton entrou na justiça pedindo o término do seu vínculo com o Metalist por conta de atraso de salários. Em 4 de fevereiro de 2015, anunciou a rescisão de seu contrato com o clube ucraniano.

### Retorno ao Palmeiras
No dia 7 de fevereiro de 2015, logo após rescindir seu contrato com o Metalist Kharkiv, Cleiton acertou sua volta ao Palmeiras, clube que defendeu entre 2009 e 2010, assinando contrato por quatro temporadas.
Com a demora de sua documentação vinda da Ucrânia, Cleiton não pode ser inscrito na primeira fase do Campeonato Paulista, nem participar das primeiras partidas da Copa do Brasil.
Só apenas dois meses depois de ter assinado contrato com o clube, Cleiton foi apresentado pelo Palmeiras em 9 de abril, utilizando a camisa 8. Três dia depois, em 12 de abril Cleiton fez sua reestreia pelo Palmeiras na 16° rodada do Campeonato Paulista contra o Botafogo-SP, entrou aos 45 minutos do segundo tempo, vencendo a partida por 1–0. Em acordo com o jogador Lucas Barrios, Cleiton Xavier voltou a vestir a camisa 10 que o consagrou na equipe palestrina, e Barrios ficou com a 8.Cleiton .
Finalizou a temporada 2015 sendo campeão junto ao Palmeiras da Copa do Brasil, Cleiton se lesionou no início da próxima temporada e ficou de fora até os jogos finais do paulista e da fase de grupos da libertadores 2016; quando retornou acabou sendo decisivo contra o River Plate(URU) ajudando o Palmeiras a chegar ao placar ao 4–0 necessário para a classificação da libertadores, no entanto devido a derrota do time reserva do Nacional(URU) para o Rosario Central o Palmeiras acabou caindo na fase de grupos da libertadores e voltando suas atenções a semi final contra o Santos pelo Campeonato Paulista
Nas semi finais do Paulista, o Palmeiras perdia por 2–0 quando Cleiton entrou em ação, participando dos 2 gols do Palmeiras em menos de 2 minutos (aos 43 e 44 min), dando assim a oportunidade de classificação nos pênaltis. Apesar de Cleiton Xavier acertar a sua cobrança, viu seus companheiros falharem, incluindo o ídolo Fernando Prass que acertou a trave, e assim o time se despediu de partidas oficiais até o início do Campeonato Brasileiro.
O retorno do gigante ao topo
Em maio inicia-se o campeonato brasileiro e o Palmeiras de forma avassaladora goleia o Atlético Pr com grandes atuações de Gabriel Jesus, Cleiton Xavier e Cia; ao longo do campeonato Cleiton Xavier foi caindo de rendimento e virando uma espécie de décimo segundo titular da equipe e apesar de não render o mesmo nível de qualidade de sua primeira passagem marcou gols decisivos sobre Corinthians, Internacional, Sport e Vitória e deu passes para outros gols decisivos como contra o Santa Cruz que ajudaram a definir o Palmeiras como Campeão Brasileiro de 2016.

### Vitória
No dia 10 de janeiro de 2017, Cleiton Xavier foi anunciado como o novo reforço Vitória. O contrato do jogador no Vitória durará 2 temporadas.
Cleiton deixara um recado a torcida palmeirense agradecendo por tudo e que o Palmeiras sempre estaria em seu coração mas que era hora de um novo desafio.

### CRB
Em abril de 2018 Cleiton assinou com o CRB e causou um alvoroço no Estado de Alagoas, por ter sido revelado pelo maior rival de seu novo clube, CSA. O atleta fechou contrato com o clube alvirrubro até o fim da Série B.

## Seleção Brasileira
No dia 7 de setembro de 2009, quando vivia grande fase no Palmeiras durante a disputa do Campeonato Brasileiro, Cleiton Xavier foi convocado pelo então treinador Dunga para o jogo da Seleção Brasileira nas Eliminatórias da Copa do Mundo, contra a Seleção Chilena. Na partida, não chegou a entrar em campo.

## Estatísticas
Até 22 de outubro de 2017.

### Clubes
| Clube            | Temporada | Campeonato nacional | Campeonato nacional | Campeonato nacional | Copa nacional[a] | Copa nacional[a] | Copa nacional[a] | Competições continentais[b] | Competições continentais[b] | Competições continentais[b] | Outros torneios[c] | Outros torneios[c] | Outros torneios[c] | Total | Total | Total   |
| Clube            | Temporada | Jogos               | Gols                | Assist.             | Jogos            | Gols             | Assist.          | Jogos                       | Gols                        | Assist.                     | Jogos              | Gols               | Assist.            | Jogos | Gols  | Assist. |
| ---------------- | --------- | ------------------- | ------------------- | ------------------- | ---------------- | ---------------- | ---------------- | --------------------------- | --------------------------- | --------------------------- | ------------------ | ------------------ | ------------------ | ----- | ----- | ------- |
| Figueirense      | 2007      | 28                  | 0                   | 3                   | 4                | 2                | 0                | 0                           | 0                           | 0                           | 0                  | 0                  | 0                  | 32    | 2     | 3       |
| Figueirense      | 2008      | 33                  | 12                  | 5                   | —                | —                | —                | —                           | —                           | —                           | 0                  | 0                  | 0                  | 33    | 12    | 5       |
| Figueirense      | Total     | 61                  | 12                  | 8                   | 4                | 2                | 0                | 0                           | 0                           | 0                           | 0                  | 0                  | 0                  | 65    | 14    | 8       |
| Palmeiras        | 2009      | 32                  | 3                   | 12                  | —                | —                | —                | 12                          | 3                           | 6                           | 17                 | 3                  | 9                  | 61    | 9     | 27      |
| Palmeiras        | 2010      | 7                   | 1                   | 3                   | 4                | 1                | 0                | —                           | —                           | —                           | 18                 | 5                  | 12                 | 29    | 7     | 15      |
| Palmeiras        | Total     | 39                  | 4                   | 15                  | 4                | 1                | 0                | 12                          | 3                           | 6                           | 35                 | 8                  | 21                 | 90    | 16    | 42      |
| Metalist Kharkiv | 2010–11   | 26                  | 6                   | 11                  | —                | —                | —                | 9                           | 3                           | 2                           | —                  | —                  | —                  | 35    | 9     | 13      |
| Metalist Kharkiv | 2011–12   | 25                  | 10                  | 9                   | —                | —                | —                | 12                          | 2                           | 5                           | —                  | —                  | —                  | 37    | 12    | 14      |
| Metalist Kharkiv | 2012–13   | 29                  | 15                  | 8                   | —                | —                | —                | 9                           | 5                           | 0                           | —                  | —                  | —                  | 38    | 20    | 8       |
| Metalist Kharkiv | 2013–14   | 20                  | 7                   | 4                   | 1                | 0                | 0                | —                           | —                           | —                           | —                  | —                  | —                  | 21    | 7     | 4       |
| Metalist Kharkiv | 2014–15   | 9                   | 8                   | 0                   | 2                | 2                | 0                | 5                           | 1                           | 0                           | —                  | —                  | —                  | 16    | 11    | 0       |
| Metalist Kharkiv | Total     | 109                 | 46                  | 32                  | 3                | 2                | 0                | 35                          | 11                          | 7                           | 0                  | 0                  | 0                  | 147   | 59    | 39      |
| Palmeiras        | 2015      | 10                  | 0                   | 1                   | 3                | 1                | 1                | —                           | —                           | —                           | 4                  | 0                  | 0                  | 17    | 1     | 2       |
| Palmeiras        | 2016      | 30                  | 4                   | 6                   | 3                | 0                | 0                | 1                           | 0                           | 0                           | 1                  | 0                  | 1                  | 35    | 4     | 7       |
| Palmeiras        | Total     | 40                  | 4                   | 7                   | 6                | 1                | 1                | 1                           | 0                           | 0                           | 5                  | 0                  | 1                  | 52    | 5     | 9       |
| Vitória          | 2017      | 17                  | 1                   | 3                   | 6                | 2                | 0                | 0                           | 0                           | 0                           | 19                 | 4                  | 2                  | 42    | 7     | 5       |
| Vitória          | Total     | 17                  | 1                   | 3                   | 6                | 2                | 0                | 0                           | 0                           | 0                           | 19                 | 4                  | 2                  | 42    | 7     | 5       |

- a. ^ Jogos da Copa do Brasil e Copa da Ucrânia
- b. ^ Jogos da Copa Sul-Americana, Copa Libertadores da América e Liga Europa da UEFA
- c. ^ Jogos do Campeonato Catarinense, Campeonato Paulista e Amistoso

### Seleção Brasileira
Abaixo estão listados todos jogos e gols do futebolista pela Seleção Brasileira, desde as categorias de base. Abaixo da tabela, clique em expandir para ver a lista detalhada dos jogos de acordo com a categoria selecionada.
Sub-20
| Ano   |       |      |         |       |
| Ano   | Jogos | Gols | Assist. | Média |
| ----- | ----- | ---- | ------- | ----- |
| 2003  | 5     | 0    | 0       | 0     |
| Total | 5     | 0    | 0       | 0     |

|    | Data                 | Local                           | Resultado | Adversário      | Gols | Assist. | Competição           |
| -- | -------------------- | ------------------------------- | --------- | --------------- | ---- | ------- | -------------------- |
| 1. | 3 de agosto de 2003  | Santo Domingo (Rep. Dominicana) | 4–0       | Colômbia        | 0    | 0       | Jogos Pan-americanos |
| 2. | 6 de agosto de 2003  | Santo Domingo (Rep. Dominicana) | 5–0       | Rep. Dominicana | 0    | 0       | Jogos Pan-americanos |
| 3. | 9 de agosto de 2003  | Santo Domingo (Rep. Dominicana) | 2–1       | Cuba            | 0    | 0       | Jogos Pan-americanos |
| 4. | 12 de agosto de 2003 | Santo Domingo (Rep. Dominicana) | 1–0       | México          | 0    | 0       | Jogos Pan-americanos |
| 5. | 15 de agosto de 2003 | Santo Domingo (Rep. Dominicana) | 0–1       | Argentina       | 0    | 0       | Jogos Pan-americanos |

Seleção principal
| Ano   |       |      |         |       |
| Ano   | Jogos | Gols | Assist. | Média |
| ----- | ----- | ---- | ------- | ----- |
| 2009  | 0     | 0    | 0       | 0     |
| Total | 0     | 0    | 0       | 0     |

Seleção Brasileira (total)
| Ano   |       |      |         |       |
| Ano   | Jogos | Gols | Assist. | Média |
| ----- | ----- | ---- | ------- | ----- |
| 2003  | 5     | 0    | 0       | 0     |
| 2009  | 0     | 0    | 0       | 0     |
| Total | 5     | 0    | 0       | 0     |

## Títulos
Internacional
- Campeonato Gaúcho: 2003, 2004

Figueirense
- Campeonato Catarinense: 2008

Palmeiras
- Copa do Brasil: 2015
- Campeonato Brasileiro: 2016

Vitória
- Campeonato Baiano: 2017

Seleção Brasileira Sub-20
- Torneio da Malásia: 2003

### Outras conquistas
Palmeiras
- Taça Osvaldo Brandão: 2009
- Torneio Gustavo Lacerda Beltrame: 2010

### Prêmios individuais
- Melhor Meio Campo Campeonato Catarinense:2008
- Melhor Jogador Campeonato Catarinense: 2008